# Sinoxylon oleare
Sinoxylon oleare är en skalbaggsart som beskrevs av Pierre Lesne 1932. Sinoxylon oleare ingår i släktet Sinoxylon och familjen kapuschongbaggar. Inga underarter finns listade i Catalogue of Life.